# شیتکمپ، نوا اسکوشیا
شیتکمپ، نوا اسکوشیا (به انگلیسی: Chéticamp, Nova Scotia) یک منطقهٔ مسکونی در کانادا است که در اینورنس واقع شده‌است. شیتکمپ ۳٬۰۳۹ نفر جمعیت دارد.